# Antiche unità di misura del circondario di Modena
Sono qui riportate le conversioni tra le antiche unità di misura in uso nel circondario di Modena e il sistema metrico decimale, così come stabilite ufficialmente nel 1877.
Nonostante l'apparente precisione nelle tavole, in molti casi è necessario considerare che i campioni utilizzati (anche per le tavole di epoca napoleonica) erano di fattura approssimativa o discordanti tra loro.

## Misure di lunghezza
| Comuni                                        | Denominazione        | Valore   | Unità |
| --------------------------------------------- | -------------------- | -------- | ----- |
| Tutti i comuni meno i seguenti                | Braccio mercantile   | 0,633153 | m     |
| Tutti i comuni meno i seguenti                | Braccio agrimensorio | 0,523048 | m     |
| Carpi e alcune frazione del comune di Soliera | Braccio mercantile   | 0,644514 | m     |
| Carpi e alcune frazione del comune di Soliera | Braccio agrimensorio | 0,524701 | m     |

Le braccia mercantili ed agrimensorie di Modena e Carpi si dividono in 12 once, l'oncia in 12 punti.

## Misure di superficie
| Comuni                                        | Denominazione | Valore  | Unità |
| --------------------------------------------- | ------------- | ------- | ----- |
| Tutti i comuni meno i seguenti                | Biolca        | 2836,47 | m²    |
| Carpi e alcune frazioni del comune di Soliera | Biolca        | 2854,42 | m²    |

La biolca si divide in 72 tavole, la tavola in 4 pertiche quadrate, la pertica quadrata in 36 braccia o piedi quadrati.
La tavola si divide anche in 12 dodicesimi.
La biolca di Carpi si usa talora dividere in 80 tavole.

## Misure di volume
| Comuni         | Denominazione | Valore  | Unità |
| -------------- | ------------- | ------- | ----- |
| Tutti i comuni | Braccio cubo  | 143,095 | L     |

Il braccio cubo si divide in 1728 once cube, l'oncia cuba in 1728 punti cubi.

## Misure di capacità per gli aridi
| Comuni                                         | Denominazione | Valore   | Unità |
| ---------------------------------------------- | ------------- | -------- | ----- |
| Tutti i comuni meno i seguenti                 | Sacco         | 126,5004 | L     |
| Carpi ed alcune frazioni del comune di Soliera | Sacco         | 128,6744 | L     |

Il sacco di Modena e quello di Carpi si dividono in 2 staia, lo staio in 2 mine, la mina in 4 quarte, la quarta in 4 coppelli.

## Misure di capacità per i liquidi
| Comuni                                         | Denominazione | Valore   | Unità |
| ---------------------------------------------- | ------------- | -------- | ----- |
| Tutti i comuni meno i seguenti                 | Quartaro      | 101,8117 | L     |
| Carpi ed alcune frazioni del comune di Soliera | Quartaro      | 123,0200 | L     |

Il quartaro di Modena si divide in 2 mastelli, il mastello in 45 boccali, il boccale in 4 fogliette.
Il quartaro di Carpi si divide in 2 sogli, il soglio in 48 boccali, il boccale in 4 Fogliette.

## Pesi
| Comuni         | Denominazione     | Valore  | Unità |
| -------------- | ----------------- | ------- | ----- |
| Tutti i comuni | Libbra mercantile | 340,457 | g     |
| Tutti i comuni | Libbra da orefici | 361,851 | g     |

La libbra mercantile si divide in 12 once, l'oncia in 16 ferlini.
La libbra da orefici e da seta si divide in 12 once, l'oncia in 8 ottavi, l'ottavo in 20 carati. Il carato è eguale a grammi 0,188464.